# IJsland op de Olympische Winterspelen 1992
Tijdens de Olympische Winterspelen van 1992, die in Albertville (Frankrijk) werden gehouden, nam IJsland voor de elfde keer deel.

## Deelnemers en resultaten

### Alpineskiën
| Olympiër              | Discipline       | Resultaat | Prestatie                        |
| --------------------- | ---------------- | --------- | -------------------------------- |
| Kristinn Björnsson    | super g (m)      | 43e       | 1.17,89 (+4,85)                  |
| Kristinn Björnsson    | reuzenslalom (m) | dnf-1     | opgave run 1                     |
| Kristinn Björnsson    | slalom (m)       | dnf-1     | opgave run 1                     |
| Örnólfur Valdimarsson | super g (m)      | 51e       | 1.20,64 (+7,60)                  |
| Örnólfur Valdimarsson | reuzenslalom (m) | 44e       | 2.25,02 (+18,04) 1.13,88+1.11,14 |
| Örnólfur Valdimarsson | slalom (m)       | 35e       | 1.56,48 (+12,09) 58,12+58,36     |
|                       |                  |           |                                  |
| Ásta Halldórsdóttir   | reuzenslalom (v) | 30e       | 2.30,03 (+17,29) 1.14,55+1.15,48 |
| Ásta Halldórsdóttir   | slalom (v)       | 27e       | 1.42,74 (+10,06) 53,56+49,18     |

### Langlaufen
| Olympiër              | Discipline                    | Resultaat | Prestatie                              |
| --------------------- | ----------------------------- | --------- | -------------------------------------- |
| Haukur Eiríksson      | 10 km klassiek (m)            | 81e       | 34.52,6 (+7.16,6)                      |
| Haukur Eiríksson      | 30 km klassiek (m)            | dnf       | opgave                                 |
| Haukur Eiríksson      | achtervolging 10 km+15 km (m) | 80e       | +15.38,4 (10 km:34.52 + 15 km:46.24,3) |
| Rögnvaldur Ingþórsson | 10 km klassiek (m)            | 59e       | 32.04,6 (+4.28,6)                      |
| Rögnvaldur Ingþórsson | 30 km klassiek (m)            | 69e       | 1:39.23,9 (+16.56,1)                   |
| Rögnvaldur Ingþórsson | 50 km vrije stijl (m)         | 54e       | 2:25.16,9 (+21.35,4)                   |
| Rögnvaldur Ingþórsson | achtervolging 10 km+15 km (m) | 66e       | +9.46,9 (10 km:32.04 + 15 km:43.20,8)  |

Algerije · Amerikaanse Maagdeneilanden · Andorra · Argentinië · Australië · België · Bermuda · Bolivia · Brazilië · Bulgarije · Canada · Chili · China · Chinees Taipei · Costa Rica · Cyprus · Denemarken · Duitsland · Estland · Filipijnen · Finland · Frankrijk · Gezamenlijk team · Griekenland · Groot-Brittannië · Honduras · Hongarije · Ierland · IJsland · India · Italië · Jamaica · Japan · Joegoslavië · Kroatië · Letland · Libanon · Liechtenstein · Litouwen · Luxemburg · Marokko · Mexico · Monaco · Mongolië · Nederland · Nederlandse Antillen · Nieuw-Zeeland · Noord-Korea · Noorwegen · Oostenrijk · Polen · Puerto Rico · Roemenië · San Marino · Senegal · Slovenië · Spanje · Swaziland · Tsjecho-Slowakije · Turkije · Verenigde Staten · Zuid-Korea · Zweden · Zwitserland